# Michael Higdon
Michael Higdon (* 2. September 1983 in Liverpool) ist ein englischer Fußballspieler. Der vor allem durch seine physische Stärke und dem starken Schuss bekannte Higdon agiert seit seinem Karrierebeginn als Stürmer. Mit 26 Toren wurde er in der Saison 2012/13 Torschützenkönig in der Scottish Premier League und zugleich zum Schottischen Fußballer des Jahres gewählt.

## Karriere
Michael Higdon begann mit dem Fußballspielen bei Crewe Alexandra. Mit der U-14 des Vereins konnte er den Milk Cup bei der Austragung im Jahr 1998 gewinnen. Sein Debüt für die erste Mannschaft der Eisenbahner gab Higdon in der Zweitliga-Spielzeit 2003/04 gegen Crystal Palace im Dezember 2003, als er für Dean Ashton eingewechselt wurde. Den ersten Treffer als Profi konnte Higdon im April des folgenden Jahres im Spiel gegen Coventry City erzielen, als er das zwischenzeitliche Führungstor beim 3:1-Heimsieg im Alexandra Stadium markierte. In den folgenden beiden Jahren konnte er stetig drei Tore pro Saison erzielen. Trotzdem stieg er mit Crewe am Saisonende 2005/06 aus der Championship in die Football League One ab. Nach einer Saison in der League One mit Alexandra die mit einem 13. Tabellenplatz abgeschlossen wurde, wechselte Higdon ablösefrei zum schottischen Verein FC Falkirk. Gleich im ersten Ligaspiel für den neuen Verein der im Midland Valley im südlichen Schottland beheimatet ist, konnte der Angreifer einen Doppelpack gegen den FC Gretna erzielen. Bis zum Ende der Saison 2007/08 gelangen ihm acht weitere Tore. Im letzten Spiel der Saison 2008/09 bewahrte er Falkirk vor dem Abstieg in die First Division, als er gegen den direkten Konkurrenten Inverness Caledonian Thistle den 1:0-Siegtreffer erzielte. Zu Beginn der neuen Saison 2009/10 wechselte Higdon zum FC St. Mirren, der im Vorjahr hinter Falkirk in der Tabelle platziert war.
Mit dem Verein aus Paisley unterlag Higdon im Finale um den Scottish League Cup 2009/10 mit 0:1 an den Glasgow Rangers durch ein Tor von Kenny Miller. Nach zwei Spielzeiten mit insgesamt 61 Ligaspielen und 18 Toren für die Saints wechselte er zum FC Motherwell. Für den ambitionierten schottischen Erstligisten debütierte Higdon am 1. Spieltag 2011/12 gegen Inverness Caledonian Thistle im Fir Park. Bereits einen Monat nach der Unterschrift bei dem Team um Trainer Stuart McCall gelang dem Stürmer der erste Treffer für Motherwell im Ligapokal gegen den FC Clyde, und drei Tage später in der Premier League gegen Dunfermline Athletic die ersten beiden Ligatore. Im Februar 2012 konnte er gegen Hibernian Edinburgh seinen ersten Hattrick der Karriere markieren. In der Saison 2012/13 wurde er mit 26 Saisontoren vor Leigh Griffiths und Billy McKay Torschützenkönig in der Scottish Premier League. Als zweiter Engländer nach Gary Hooper und letzter Spieler überhaupt, da die Liga ab der Saison 2013/14 als Scottish Premiership ausgespielt wird. Mit Motherwell wurde er hinter Celtic Glasgow zwar nur Vizemeister, konnte allerdings die Auszeichnung zu Schottlands Fußballer des Jahres gewinnen. Im Juli 2013 unterschrieb Higdon überraschend einen Zweijahresvertrag bei NEC Nijmegen aus der niederländischen Eredivisie. Für den Verein erzielte Higdon in 32 Partien 14 Tore, konnte den Abstieg am Saisonende aber nicht verhindern. Im August 2014 verkaufte in dieser an Sheffield United aus seiner englischen Heimat, wo er einen Zweijahresvertrag erhielt.

## Erfolge

### Im Verein
mit Crewe Alexandra:
- Milk Cup: 1998 (U-14)

### Individuell
- Schottlands Fußballer des Jahres: 2013
- Torschützenkönig: Scottish Premier League 2012/13